# La Résie-Saint-Martin
La Résie-Saint-Martin is een gemeente in het Franse departement Haute-Saône (regio Bourgogne-Franche-Comté) en telt 165 inwoners (2011). De plaats maakt deel uit van het arrondissement Vesoul.

## Geografie
De oppervlakte van La Résie-Saint-Martin bedraagt 3,3 km², de bevolkingsdichtheid is 50 inwoners per km².
De onderstaande kaart toont de ligging van La Résie-Saint-Martin met de belangrijkste infrastructuur en aangrenzende gemeenten.

## Demografie
Onderstaande figuur toont het verloop van het inwonertal (bron: INSEE-tellingen).